# Richard Stearns
Richard Edwin Stearns (n. 5 iulie 1936) este un informatician american, autor, împreună cu Juris Hartmanis, al lucrării Despre complexitatea computațională a algoritmilor, lucrare care a pus bazele teoriei complexității algoritmilor și care a adus autorilor săi Premiul Turing în 1993.

## Lucrări publicate
- Hartmanis, J.; Stearns, R. E. (1965). On the computational complexity of algorithms. Trans. Amer. Math. Soc. 117..

1. ↑   https://amturing.acm.org/award_winners/stearns_1081900.cfm, accesat în 22 ianuarie 2022 Lipsește sau este vid: |title= (ajutor)
2. 1 2 3 4  Encyclopædia Britannica Online, accesat în 23 ianuarie 2022
3. ↑   (PDF) http://www.cs.albany.edu/~res/stearns_cv.pdf, accesat în 22 ianuarie 2022 Lipsește sau este vid: |title= (ajutor)
4. ↑  Library of Congress Name Authority File, accesat în 23 ianuarie 2022
5. ↑  Autoritatea BnF, accesat în 23 ianuarie 2022
6. ↑  Czech National Authority Database, accesat în 1 martie 2022
7. ↑  Richard Edward Stearns, Genealogia matematicienilor, accesat în 23 ianuarie 2022
8. 1 2   (PDF) http://www.cs.albany.edu/~res/stearns_cv.pdf, accesat în 23 ianuarie 2022 Lipsește sau este vid: |title= (ajutor)
9. 1 2   https://amturing.acm.org/award_winners/stearns_1081900.cfm, accesat în 23 ianuarie 2022 Lipsește sau este vid: |title= (ajutor)
10. ↑   https://awards.acm.org/fellows/award-recipients, accesat în 23 iunie 2024 Lipsește sau este vid: |title= (ajutor)